# Elaphroporia
Elaphroporia is een monotypisch geslacht van schimmels behorend tot de familie Steccherinaceae. Het bevat alleen Elaphroporia ailaoshanensis.